# Liste des édifices labellisés « Architecture contemporaine remarquable » du Lot
Cet article recense les édifices labellisés « Architecture contemporaine remarquable » du Lot, en France.
Le label « Architecture contemporaine remarquable » remplace depuis 2016 l'ancien label « Patrimoine du XXe siècle ». Il ne prend en compte que des édifices de moins de 100 ans à la date de labellisation, et qui ne sont pas protégés comme monuments historiques.
Au début 2024, le Lot compte trois édifices ainsi labellisés.

## Liste
| Monument                 | Commune  | Adresse                 | Coordonnées                      | Notice     | Date | Illustration               |
| ------------------------ | -------- | ----------------------- | -------------------------------- | ---------- | ---- | -------------------------- |
| École primaire Paul-Bert | Figeac   | 12 avenue Fernand-Pezet | 44° 36′ 32″ nord, 2° 01′ 47″ est | ACR0001776 | 2022 | Image manquante Téléverser |
| École prototype          | Gigouzac |                         | 44° 34′ 55″ nord, 1° 26′ 02″ est | ACR0001189 | 2017 | Image manquante Téléverser |
| Village de vacances      | Prayssac |                         | 44° 30′ 06″ nord, 1° 12′ 04″ est | ACR0001190 | 2017 | Image manquante Téléverser |